# Цава (Тренто)
Цава је насеље у Италији у округу Тренто, региону Трентино-Јужни Тирол.
Према процени из 2011. у насељу је живело 55 становника. Насеље се налази на надморској висини од 677 м.